# 승리의 날 (5월 9일)

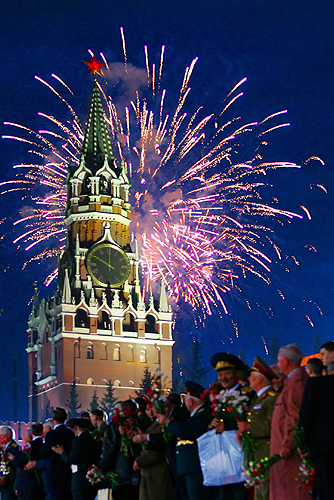
2005년 모스크바에서 열린 승리의 날 기념 행사

승리의 날(러시아어: День Победы)은 나치 독일이 소비에트 연방에게 무조건 항복을 한 날로, 모스크바 시간 기준 5월 9일이다. 소비에트 연방의 붕괴 이후 독립 국가 연합 공화국들도 5월 9일을 승리의 날로 지정하고 있다. 러시아의 공휴일이고 승리의 날이 토요일이나 일요일이면 월요일이 공휴일이 된다.

## 같이 보기
- 유럽의 제2차 세계 대전 종전
- 영웅 도시
- 통일의 날
- 제2차 세계 대전 희생자를 위한 추모와 화해의 기간
- 승리의 날
- 대일 전승 기념일